# Sant’Andréa-di-Bozio
Sant’Andréa-di-Bozio (korsisch Sant'Andria di Boziu; italienisch Sant'Andrea di Bozio) ist eine Gemeinde auf der französischen Insel Korsika. Sie gehört zur Region Korsika, zum Département Haute-Corse, zum Arrondissement Corte und zum Kanton Golo-Morosaglia. Die Bewohner nennen sich Santandriacci.

## Geografie
Sant’Andrea-di-Bozio liegt auf ungefähr 700 Metern über dem Meeresspiegel in der Castagniccia. Nachbargemeinden sind Favalello im Nordwesten, Alando und Alzi im Norden, Mazzola und Pianello im Nordosten, Zuani im Südosten, Focicchia im Süden, Erbajolo im Südwesten und Poggio-di-Venaco im Westen. Zur Gemeindegemarkung gehören neben dem Hauptort auch die Weiler Arbitro, Rebbia, Piedilacorte und Poggio.

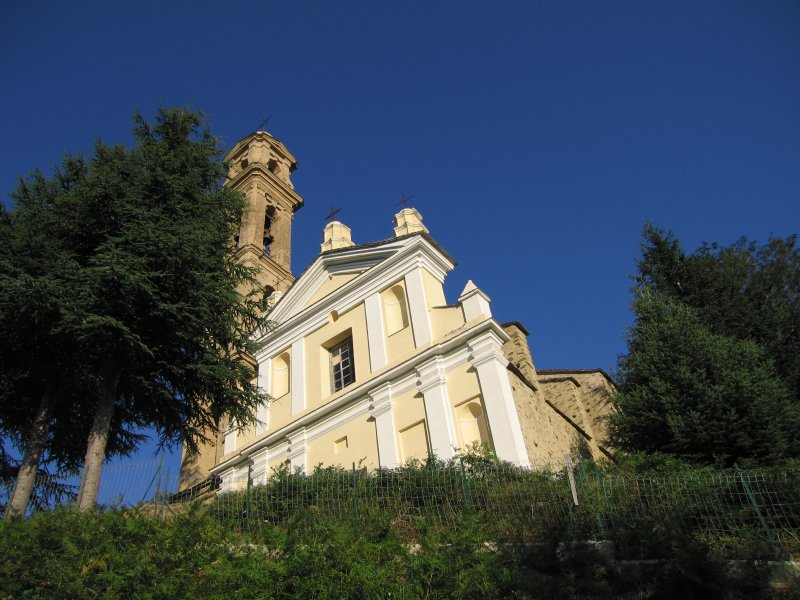
Kirche Saint-André

## Bevölkerungsentwicklung
| Jahr      | 1962 | 1968 | 1975 | 1982 | 1990 | 1999 | 2008 | 2012 |
| --------- | ---- | ---- | ---- | ---- | ---- | ---- | ---- | ---- |
| Einwohner | 148  | 122  | 106  | 104  | 63   | 76   | 87   | 78   |